# Lauf um Dein Leben – Vom Junkie zum Ironman
Lauf um dein Leben – vom Junkie zum Ironman ist ein deutscher Spielfilm, der die wahre Geschichte des Top-10-Triathleten Andreas Niedrig erzählt: Seinen Kampf gegen die Drogensucht, seinen Aufstieg vom Junkie zum Ironman. Der Film basiert auf Niedrigs Buch Vom Junkie zum Ironman (herausgegeben von Jörg Schmitt-Kilian). Kinostart in den deutschen Kinos war der 24. April 2008.

## Handlung

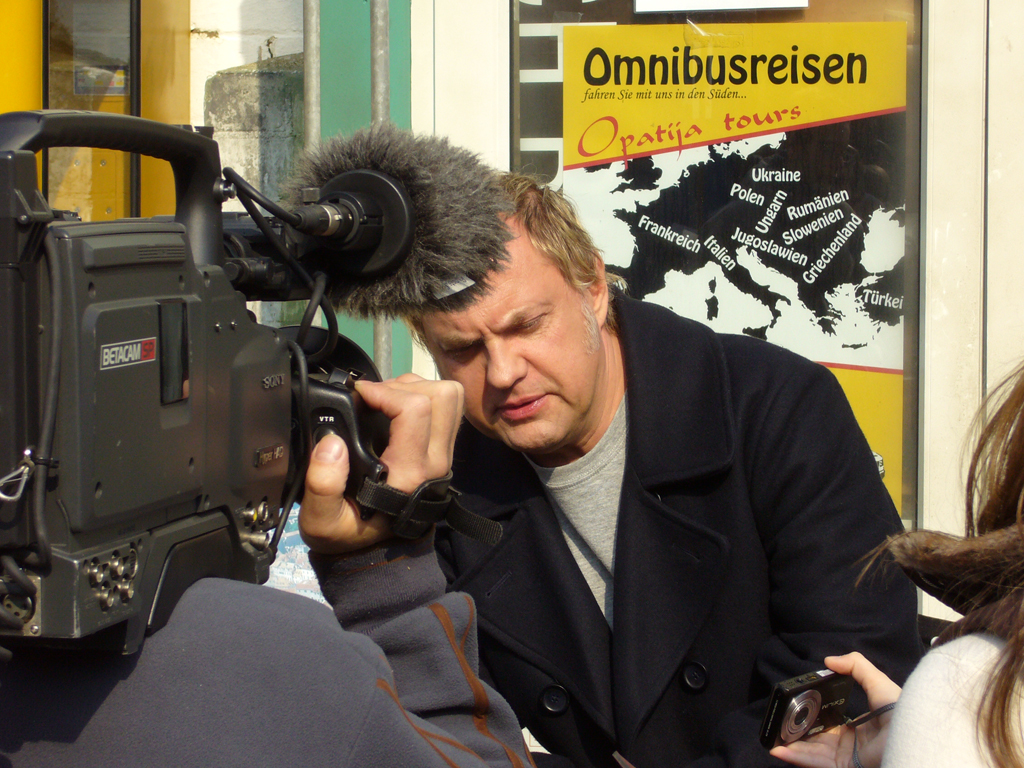
Uwe Ochsenknecht am Set von Lauf um Dein Leben – Vom Junkie zum Ironman (2007)

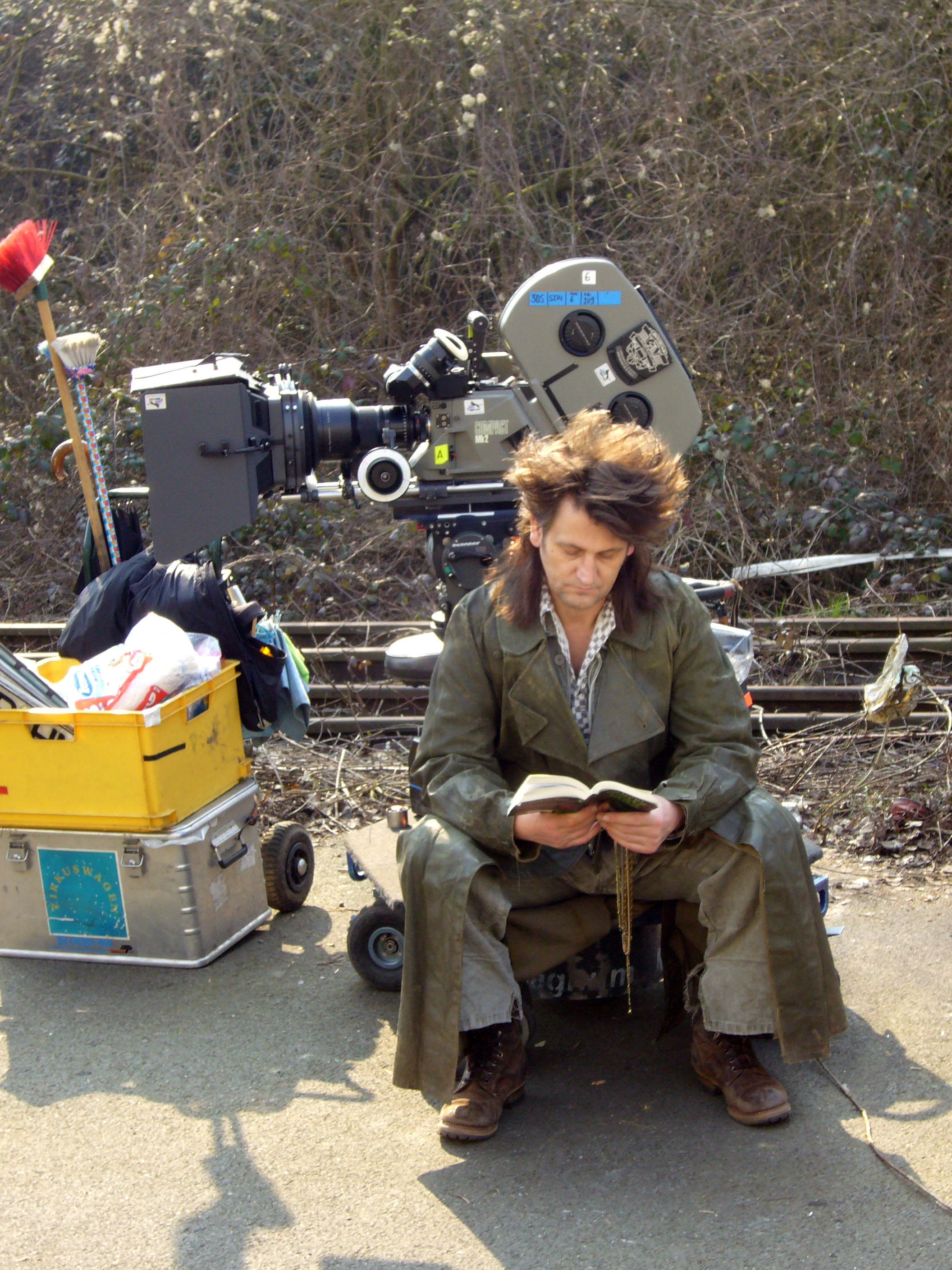
Ingo Naujoks am Set von Lauf um Dein Leben – Vom Junkie zum Ironman

Mitte der Achtziger, tief im Ruhrgebiet: Andreas und seine Freunde – eine Clique auf der Suche nach dem ultimativen Kick. Immer bereit, dafür zu stehlen und zu betrügen. Dann das erste Mal Heroin: Liebe auf den ersten Blick und totaler Kontrollverlust. Mit Anfang 20 ist Andreas fast am Ende. Erst der völlige Zusammenbruch eröffnet eine neue Perspektive. Die Liebe zu seiner Frau Sabine und der Glauben an eine gemeinsame Zukunft geben Andreas die Kraft für einen Neuanfang. Gegen jede Chance fängt er an zu laufen, zieht sich selber mit dem Sport aus dem Drogensumpf.

## Sonstiges
Niedrig äußerte sich über Lauf um Dein Leben – Vom Junkie zum Ironman: „Für mich entspricht der Film der Realität, also der Wahrheit. Gerade die Zeit mit meinen Freunden finde ich extrem gut getroffen – beim Rohschnitt schon war ich einfach schockiert und hatte Angst vor der Reaktion der Menschen, wenn sie mich so sehen.“ (laufumdeinleben.kinowelt.de)

## Kritiken
Für Ulrich Kriest vom Filmdienst habe man hier „alles schon mal gesehen – und dann auch noch viel besser!“ So sei Lauf um Dein Leben „ein Film, dem man den Enthusiasmus des Darsteller-Ensembles, aber eben auch sein limitiertes Budget ansieht. Bekannte Fernsehdarsteller wie Udo Schenk, Axel Stein und Leslie Malton bezeugen, wo dieser Film seinen legitimen Aufführungsort hätte.“ Jochen Temsch von der Süddeutschen Zeitung sieht dagegen ein „Drogendrama mit Mut zu großen Gefühlen“. Auch Steffen Gerth vom Spiegel konstatiert „ein packendes Anti-Drogen-Plädoyer mit viel Moral und Ruhrpottkolorit“, bemängelt allerdings Schwarz-Weiß-Malerei: „Drogen sind böse, böse, böse – diese holzschnittartige Belehrung ist die Botschaft von "Lauf um dein Leben". 27 Jahre nach dem Film "Wir Kinder vom Bahnhof Zoo" gibt es wieder einen großen deutschen Anti-Drogen-Film im Kino. Das ist die gute Nachricht. Die schlechte ist: "Christiane F." war besser.“ Ute Nardenbach (Teleschau) hebt besonders die Leistung des Hauptdarstellers hervor: „Vor allem dank (seines) intensiven Spiels (...) ist 'Lauf um Dein Leben – Vom Junkie zum Ironman' ein über weite Strecken eindringlicher, berührender und auch authentischer Film, der jedoch über die Länge von 102 Minuten Kondition und Durchhaltevermögen des Zuschauers arg strapaziert.“
Gernot Gricksch von TV Digital schrieb in Heft 9 vom 18. April, dass die ungewöhnliche Geschichte und Hauptdarsteller Riemelt faszinieren würden, auch wenn sich der Film zu sehr auf die Junkie-Jahre konzentriere und der sportliche Kraftakt nur noch hastig und undramatisch drangehängt würde.

## Dreharbeiten
Die Dreharbeiten zu Lauf um Dein Leben – Vom Junkie zum Ironman fanden größtenteils in Dinslaken und Umgebung statt. Der Regisseur Adnan G. Köse stammt von dort und wollte dadurch seine Verbundenheit zu seiner Heimat unter Beweis stellen und außerdem Vorteile aus seiner Kenntnis über den Standort gewinnen.
Die Premiere fand ebenfalls in Dinslaken, im dortigen Kino, der Lichtburg statt, obwohl das Filmtheater nur über 500 Plätze verfügt.

## Belege
1. ↑  Kritik von Ulrich Kriest, film-dienst (Memento des Originals vom 24. April 2008 im Internet Archive)  Info: Der Archivlink wurde automatisch eingesetzt und noch nicht geprüft. Bitte prüfe Original- und Archivlink gemäß Anleitung und entferne dann diesen Hinweis.
2. ↑  Jochen Temsch, Süddeutsche Zeitung 21. April 2008
3. ↑  Steffen Gerth: Härter als Heroin, Spiegel, 21. April 2008
4. ↑  Archivierte Kopie (Memento des Originals vom 6. Mai 2008 im Internet Archive)  Info: Der Archivlink wurde automatisch eingesetzt und noch nicht geprüft. Bitte prüfe Original- und Archivlink gemäß Anleitung und entferne dann diesen Hinweis.